# Districtul Pécs
Pécs (în maghiară Pécsi járás) este un district în județul Baranya, Ungaria.
Districtul are o suprafață de 623,07 km2 și o populație de 178.962 locuitori (2013).